# 海山唱片
海山唱片是一家由桂林琤琤（林日高之女）及鄭鎮坤等人成立於1960年代的唱片公司，長年致力於發掘華語流行音樂人才。

## 歷史

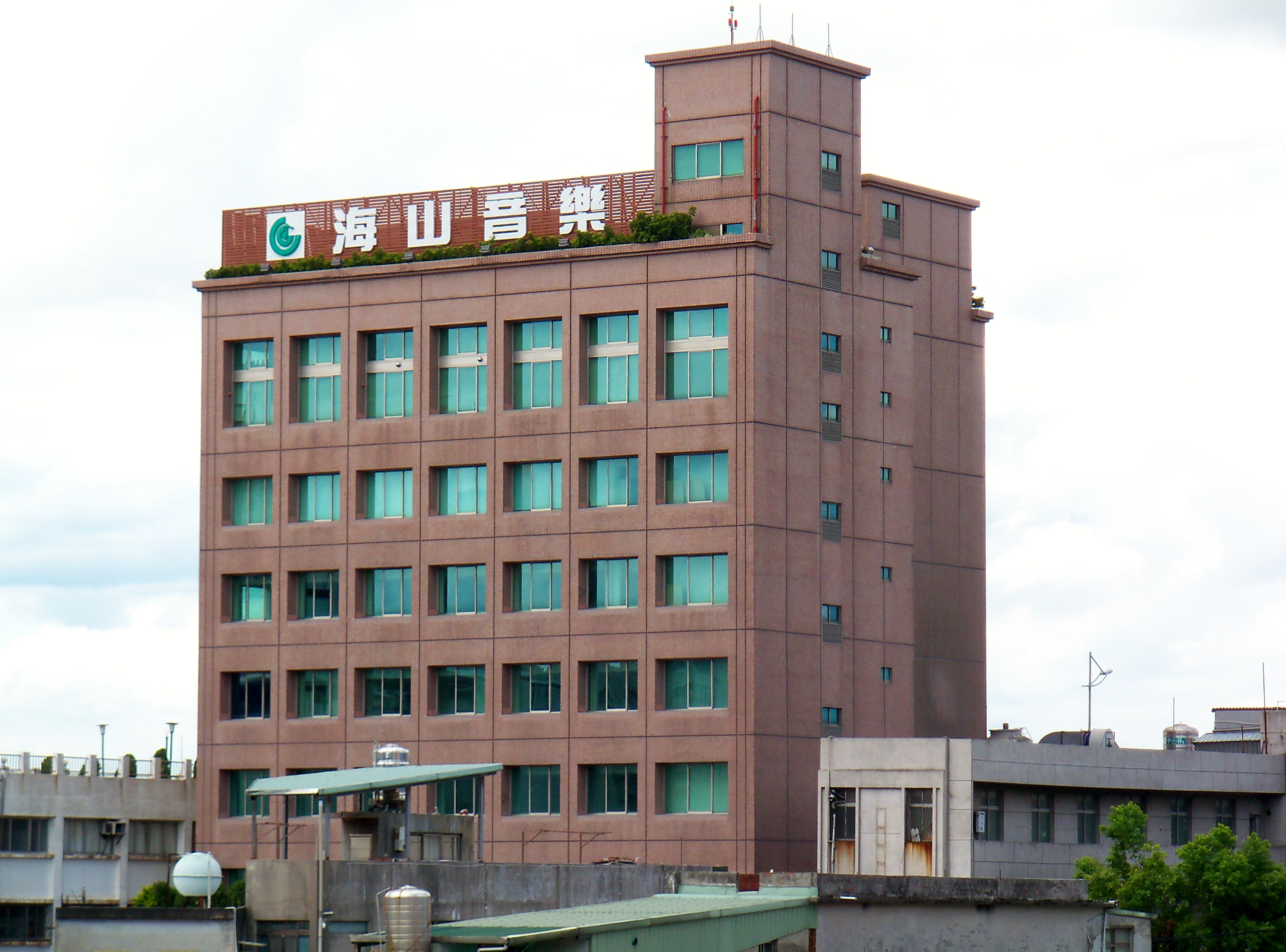
海山音樂總部，位於臺北市北投區聯城國際大樓

### 海山唱片股份有限公司時期(-1993年)
海山唱片創立於1962年。起初只是在臺北縣土城鄉四合院旁邊的菜園蓋了一個小工廠，在極為艱困的條件下成立。
1963年，邵氏公司為了替該公司出品的黃梅調電影宣傳，應允臺灣的唱片公司可以進電影院免費拷貝銷售。一時間，各唱片公司忙著錄製邵氏黃梅調電影，民眾也爭相購買，海山唱片順勢而起。
1965年，海山唱片負責人鄭鎮坤到東南亞參加商展，發現當地華僑對中華文化極為熱愛，回到台灣立刻積極策劃唱片大量輸出的工作；同時派歌星到當地參加義演，或由當地歌廳、夜總會聘請前往駐唱。沒多久，東南亞遂成為台灣唱片的主要市場，唱片輸出最多時一年可達80萬張左右，銷售量不比在台灣本島差。另一方面，海山唱片積極網羅作曲及作詞家，作曲家有左宏元、駱明道、劉家昌、林家慶、翁清溪、黃敏等，作詞家有慎芝、莊奴、孫儀、林煌坤等，使海山在眾多唱片公司中脫穎而出。
1967年，海山唱片將台灣作曲家姚讚福與作詞家陳達儒創作的台語歌曲〈悲戀的酒杯〉改成國語歌曲，取名〈苦酒滿杯〉，由慎芝重新填詞、謝雷主唱，推出後轟動全台：根據海山估計，連翻版在內，〈苦酒滿杯〉的印製量大概突破100萬張。之後，海山陸續推出姚蘇蓉〈今天不回家〉、蔡咪咪〈媽媽送我一個吉他〉、尤雅〈往事只能回味〉、劉家昌〈梅花〉、歐陽菲菲〈熱情的沙漠〉、楊小萍〈對你懷念特別多〉、翁倩玉〈祈禱〉，都獲得了成功。
1970年代初期，海山唱片配合電影，製作許多叫好叫座的電影插曲：包括甄妮的〈誓言〉、〈晴時多雲偶陣雨〉，鳳飛飛的〈楓葉情〉、〈半山飄雨半山晴〉，還有費玉清紅遍華人地區的〈中華民國頌〉等。許多原本在其他唱片公司的藝人紛紛跳槽海山，例如崔苔菁、陳蘭麗、青山、美黛、湯蘭花、白嘉莉、倪賓、張琍敏、甄秀珍等。
1974年，甄妮與鳳飛飛爭唱駱明道作曲的歌〈楓葉情〉，一言不合，大打出手，成為台灣歌壇的年度大事。之後甄妮與鳳飛飛避免在公開場合同台，直到《民生報》22週年社慶才首度同台。
1975年左右，校園民歌興起，新格唱片舉辦金韻獎歌謠比賽。隨後，海山唱片找來龍塢樂府的林伯宜和永琦百貨合作舉辦第一屆民謠風歌唱大賽，兩屆比賽譜出了四張《民謠風》合輯，和金韻獎分庭抗禮。齊豫和李麗芬分別為第一屆和第二屆的冠軍。擔任評審的葉佳修，和參賽者卓琇琴、林詩達、小烏鴉合唱團（陳宏銘、黃力奇、江志棋）、旅行者三重唱（童安格、邱岳、袁中平）、鄭怡、蔡琴、蘇來、李碧華吳貞慧、陳秀男、黃文輝、劉立德等等，都在此嶄露頭角。後續又創造了潘安邦與葉佳修、蔡琴與梁弘志等唱與作的組合，製作出〈外婆的澎湖灣〉、〈恰似你的溫柔〉等經典作品。
進入1980年代，海山唱片投資太多，資金無法回收。1981年1月，海山唱片發行時報創作民歌獎獲獎作品合輯《時報創作民歌獎》。1983年12月，海山唱片因為資金周轉不靈，向信託公司求助；最後發生股權糾紛，雙方訴諸法律，海山逐漸沉寂。後又因為版權紛爭，海山唱片無法正常出片，內部人員紛紛離職、自立門戶。後來的點將唱片創辦人桂鳴玉及瑞星唱片負責人張又云，都是昔日海山唱片的工作人員。1993年，海山唱片被中華民國經濟部撤銷公司登記。
2007年3月15日，臺灣臺北地方法院判決，慎芝作詞的〈負心的人〉、〈苦酒滿杯〉、〈萬家燈火〉等53首歌詞著作權屬其女兒關韻千所有。訴訟起因是關韻千指控，麗歌唱片與海山唱片向中華民國內政部註冊登記慎芝所作的歌詞著作權，還製作成伴唱帶，甚至偽造慎芝的部分歌詞轉讓證明書，侵害她繼承慎芝所作123首歌詞的著作財產權。

## 曾經的旗下陣容

### 歌手
鳳飛飛、甄妮、謝雷、鄧麗君、費玉清、尤雅、青山、西卿、洪一峰、歐陽菲菲、翁倩玉、蔡琴、姚蘇蓉、甄秀珍、陳盈潔、陳淑樺、葉佳修、陳芬蘭、邱蘭芬、楊小萍、白嘉莉、張俐敏、陳蘭麗、銀霞、徐瑋、江蕾、李碧華、潘安邦等

### 詞曲創作者
劉家昌、左宏元、莊奴、駱明道、孫儀、黃敏、翁清溪、陳和平、黃俊雄、瓊瑤、慎芝、林煌坤、林家慶等